# Uwe Erkenbrecher
Uwe Erkenbrecher (Delmenhorst, 1954. november 14. –) német labdarúgó-középpályás, edző.